# Jacki-O
Angela Kohn (Miami, 24 de novembro de 1975), mais conhecida como Jacki-O é uma rapper de Miami, Flórida. Que está atualmente assinada com a sua própria gravadora Jack Movement Entertainment. Ela conseguiu seu primeiro hit em 2003 com o rap pornógrafico “Nookie”, que ganhou comparações a rapper Trina. Apesar de ter sido a primeira vez que muitos tinham ouvido falar de Jacki-O, ela manteve um alto perfil, antes de sua rádio e clube sucessos, com várias aparições em mixtapes da área de Miami. O sucesso de “Nookie” levou Jacki-O para discutir um assunto semelhante em seu segundo single, “Sugar Walls”, lançado em 2004, em antecipação de seu álbum de estréia, Poe Little Rich Girl. Jackie-O também trabalhou com a WWE & Jim Johnston na produção vocal para algumas de suas músicas-tema, incluindo Michelle McCool, Candice Michelle e Stephanie McMahon.

## Carreira musical
Em 2002, Jacki-O juntou-se á Poe Boy Entertainment para obter um contrato, no processo, ela lançou sua primeira mixtape, intitulada "The Official Bootleg". A mixtape vendeu mais de 70.000 cópias e foi baixado mais de 200.000 vezes. Posteriormente, ela lançou seu primeiro videoclipe, "Nookie", que tornou-se seu maior sucesso até à data.
Em 2004, Jacki-O assinou com a TVT Records, depois ela lançou outro vídeo da música , "Fine", (com os Ying Yang Twins) , bem como mais dois singles, "Slow Down" e "Sugar Walls". Seu álbum de estréia, Poe Little Rich Girl, foi lançado 26 de outubro de 2004, vendeu 20,345 cópias em sua primeira semana.
Sua próxima mixtape, lançada dois anos depois, em 2008, intitulada Jack Tha Rippa e contou com os singles "I Got Yo Man", "3rd Eye", "Cool It Now" e "Queen of the South". Isso levou a um contrato de gravação com seu próprio selo Jackmove Ent. no ano seguinte, onde ela lançou seu segundo álbum Lil Red Riding Hood com seu mais novo single, "Baby Mama", como single principal.  Depois disso, ela lançou uma mixtape intitulada  BBBP (Bad Bitches Band Pink).
Em março de 2010 , Jacki-O anunciou que está se preparando para o lançamento de um novo álbum de rua/mixtape, intitulada Griselda Blanco, La Madrina, que ela planeja lançar digitalmente. O primeiro single do mixtape foi intitulado "Bang Bang", que foi um ataque verbal ao rumores de que Lil' Kim estar copiando seu estilo.

## Controvérsias

### Foxy Brown
Em 23 de abril de 2005, ocorreu uma briga entre Jacki-O e a rapper Foxy Brown no Circle House Studios em Miami, Flórida. Jacki-O declarou se recusa a "curva-se" para Foxy, foi o principal motivo da briga. Um dia após o incidente, Jacki afirmou à MTV News: "Eu só sei que ontem eu não fui lá para entrar em nenhuma briga eu fui trabalhar, e eu não sabia que eu estaria ganhando um concurso de chutar b*nda. Você não vem para a sessão de alguém agindo como um palhaço. Algo está muito errado com ela. Ela lavou-se. Ela precisa sentar e relaxar e se aposentar.
Não está acontecendo para ela não mais."
Jacki e rapper nativo de Brooklyn, Gravy, teriam ido no Circle House Studios para gravar uma faixa intitulada "Ménage", quando, no meio, Foxy e seu parceiro de negócios, Fendi, entrou e tentou negociar para Foxy fazer parte da música. Foxy, que supostamente ficou chateada com a falta de boas-vindas no estúdio, teria afirmado: "Você não sabe quem diabos eu sou? Você precisa se curvar, Isso é o que há de errado com vocês novas rappers." Após uma falta de resolução, Jacki alegou que ela tinha ouvido Foxy na cabine de gravação falando sobre ela, supostamente reclamando: "Essa cadela não sabe, eu estou prestes a bater na cara dela." Dias depois, Foxy Brown foi entrevistada para dar sua opinião sobre o incidente e negou todas as alegações de Jacki-O. Em resposta, Jacki-O liberou uma faixa Diss intitulada "Tko".

## Discografia
- Poe Little Rich Girl (2004)
- Lil Red Riding Hood (2009)

### Mixtapes
- The Official Bootleg (2004)
- Free Agent (2006)
- Jack Tha Rippa (2007)
- Grown & Gangsta (2008)
- BBBP (Bad Bitches Bang Pink) (2009)
- Griselda Blanco, La Madrina (2010)
- Straight From The Underground (2011)